# متلیلی
متلیلی (به عربی: متليلي) یک شهرداری در الجزایر است که در Métlili District واقع شده‌است. متلیلی ۷٬۳۰۰ کیلومتر مربع مساحت و ۴۰٬۵۷۶ نفر جمعیت دارد و ۵۰۰ متر بالاتر از سطح دریا واقع شده‌است.